# Suchá (district de Jihlava)
Pour les articles homonymes, voir Suchá.
Suchá (en allemand : Dürre) est une commune du district de Jihlava, dans la Vysočina, en République tchèque. Sa population s'élevait à 252 habitants en 2024.

## Géographie
Suchá se trouve dans les monts de Bohême-Moravie, à 7 km à l'est de Třešť, à 11 km au sud de Jihlava et à 120 km au sud-est de Prague.
La commune est limitée par Vílanec et Cerekvička-Rosice au nord, par Stonařov à l'est et au sud, par Otín au sud-ouest, et par Třešť à l'ouest.

## Histoire
La première mention écrite de la localité date de 1359.

## Administration
La commune se compose de trois quartiers :
- Beranovec
- Prostředkovice
- Suchá

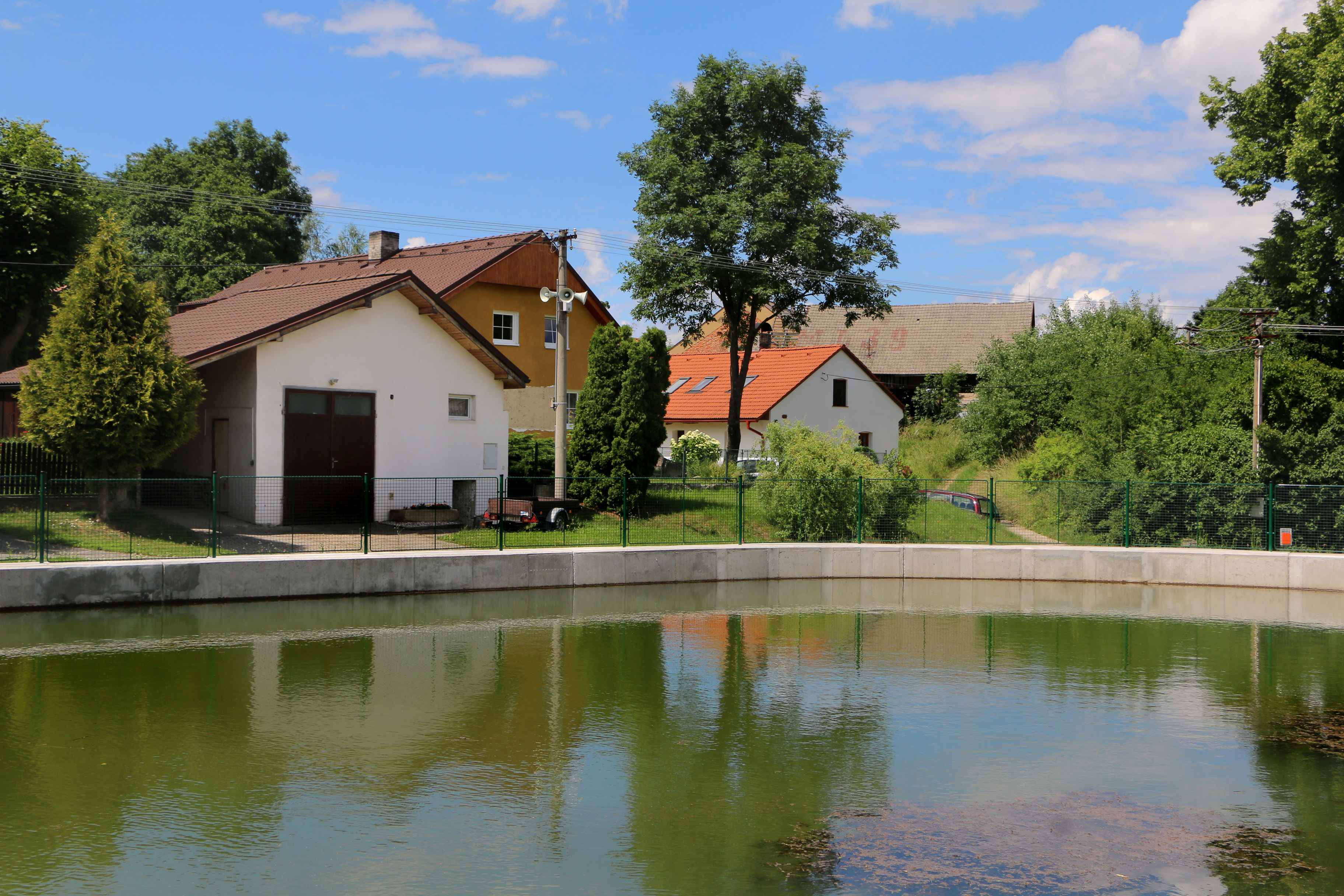
Beranovec.
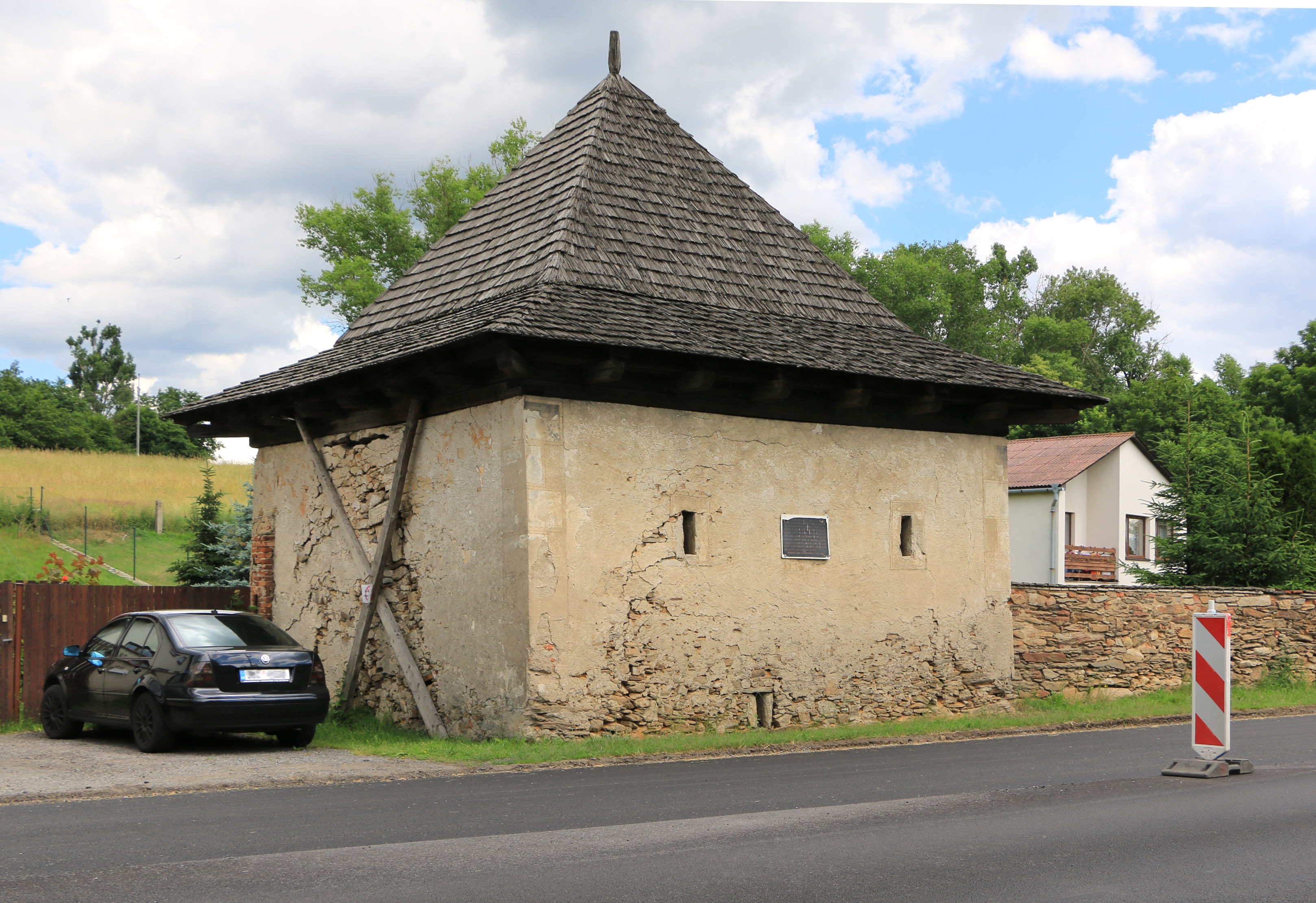
Prostředkovice.
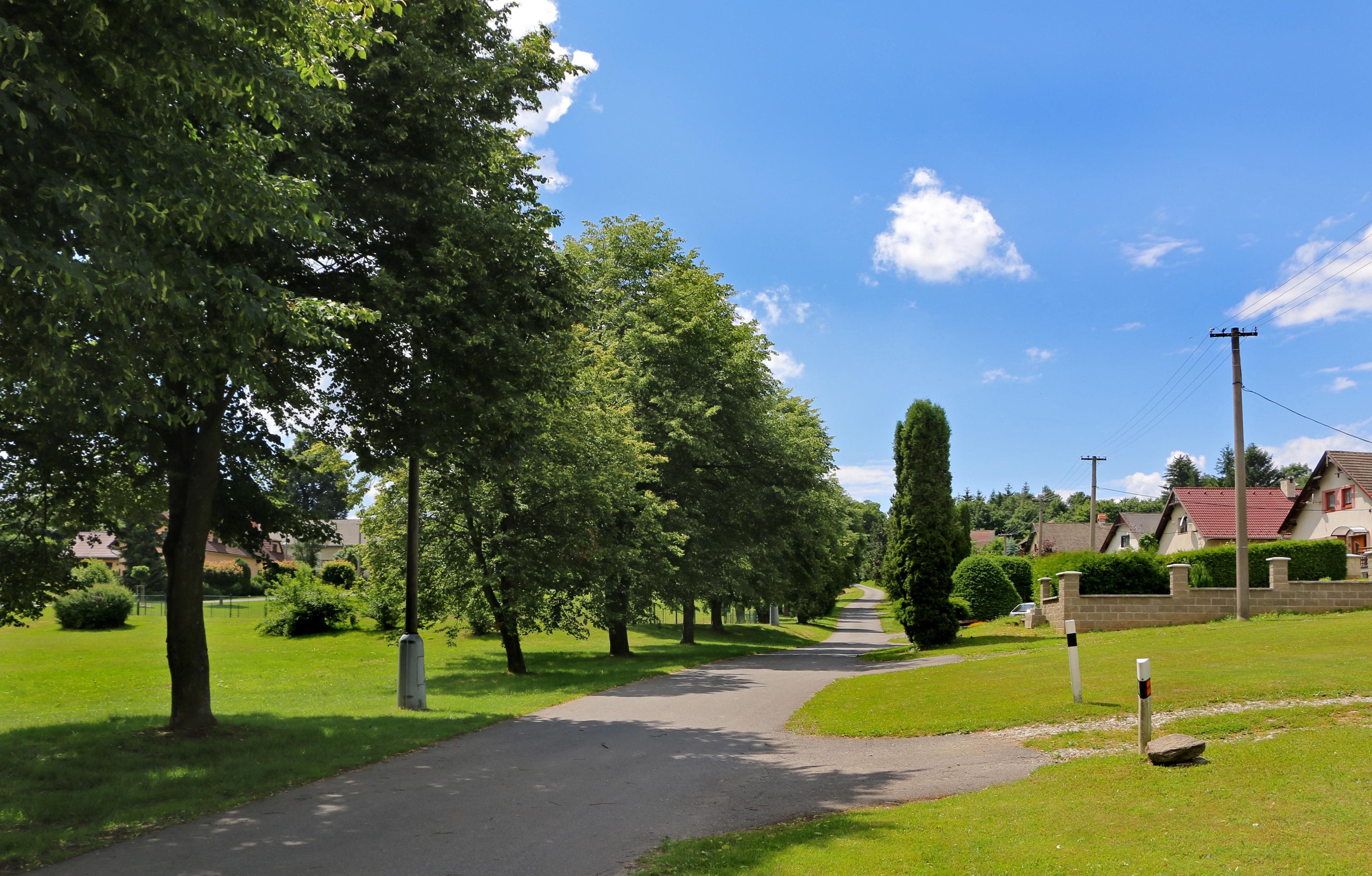
Suchá.